# Isotomiella
Genre
Isotomiella est un genre de collemboles de la famille des Isotomidae.

## Liste des espèces
Selon Checklist of the Collembola of the World (version du 30 août 2019) :
- Isotomiella alulu Christiansen & Bellinger, 1992
- Isotomiella aluluminor Deharveng & Suhardjono, 1995
- Isotomiella amazonica Oliveira & Deharveng, 1990
- Isotomiella annae Deharveng & Suhardjono, 1994
- Isotomiella arlei Oliveira & Deharveng, 1990
- Isotomiella barisan Deharveng & Suhardjono, 1994
- Isotomiella barivierai Deharveng, 1988
- Isotomiella barrai Deharveng & Oliveira, 1990
- Isotomiella barrana de Mendonça & Abrantes, 2007
- Isotomiella bidentata Delamare Deboutteville, 1950
- Isotomiella brevidens Bedos & Deharveng, 1994
- Isotomiella canina de Mendonça & Fernandes, 2003
- Isotomiella ciliata Cardoso, 1969
- Isotomiella cribrata Deharveng & Suhardjono, 1994
- Isotomiella deforestai Deharveng & Suhardjono, 1994
- Isotomiella deharvengi Gao & Potapov, 2011
- Isotomiella delamarei Barra, 1968
- Isotomiella denticulata de Mendonça & Queiroz, 2017
- Isotomiella digitata Deharveng & Oliveira, 1990
- Isotomiella distincta de Mendonça & Fernandes, 2003
- Isotomiella dubia Deharveng & Suhardjono, 1994
- Isotomiella dupliseta Deharveng & Oliveira, 1990
- Isotomiella edaphica Bedos & Deharveng, 1994
- Isotomiella falcata de Mendonça & Fernandes, 2003
- Isotomiella fellina de Mendonça & Fernandes, 2003
- Isotomiella gracilimucronata Rusek, 1981
- Isotomiella granulata Oliveira & Deharveng, 1990
- Isotomiella hirsuta Bedos & Deharveng, 1994
- Isotomiella hygrophila Sterzynska & Kaprus, 2001
- Isotomiella insulae Barra, 2006
- Isotomiella inthanonensis Bedos & Deharveng, 1994
- Isotomiella leksawasdii Bedos & Deharveng, 1994
- Isotomiella longisensilla Gao & Potapov, 2011
- Isotomiella louisi de Mendonça & Queiroz, 2016
- Isotomiella macedoi de Mendonça, Abrantes & Neves, 2012
- Isotomiella madeirensis da Gama, 1959
- Isotomiella michonae Deharveng, L et Suhardjono, 1994
- Isotomiella minor (Schäffer, 1896)
- Isotomiella muscorum (Schäffer, 1900)
- Isotomiella nummulifer Deharveng & Oliveira, 1990
- Isotomiella paraminor Gisin, 1942
- Isotomiella proxima de Mendonça & Fernandes, 2003
- Isotomiella quadriseta Deharveng & Oliveira, 1990
- Isotomiella sensillata Deharveng & Oliveira, 1990
- Isotomiella similis Oliveira & Deharveng, 1990
- Isotomiella sodwana Barra, 1997
- Isotomiella spinifer Deharveng & Oliveira, 1990
- Isotomiella spinosa Deharveng & Fjellberg, 1993
- Isotomiella symetrimucronata (Najt & Thibaud, 1987)
- Isotomiella tamurai Tanaka & Niijima, 2009
- Isotomiella thiollayi Deharveng & Suhardjono, 1994
- Isotomiella uai de Mendonça, Abrantes & Neves, 2012
- Isotomiella unguiculata Deharveng, 1989
- Isotomiella yinae Tamura & Zhao, 2000

## Publication originale
- Bagnall, 1939 : Notes on British Collembola. Entomologists Monthly Magazine, vol. 75, p. 91-102.